# Victor Mature
Victor Mature, nacido como Vittore Maturi (Louisville, Kentucky, 29 de enero de 1913-Rancho Santa Fe, California, 4 de agosto de 1999), fue un actor estadounidense de origen italiano.
Los filmes de corte bíblico en los que participó se han convertido en verdaderos clásicos de la Semana Santa cristiana y, en especial The Robe (1953), conocida como La túnica sagrada o El manto sagrado en habla hispana. De este modo, su legado interpretativo ha permanecido, renovándose año tras año.

## Carrera
Mature estudió y actuó en el Pasadena Community Playhouse. Durante tres años vivió en una tienda de campaña en el patio trasero de la Sra. Willigan, madre de una compañera de estudios, Catherine Lewis. Charles R. Rogers, agente de Hal Roach, se fijó en él mientras actuaba en una producción de To Quito and Back. Rogers lo calificó de "rival de Clark Gable, Robert Taylor y Errol Flynn". Mature firmó un contrato de siete años con Roach en septiembre de 1939.
Roach le dio a Mature un pequeño papel en La hija del ama de llaves (1939), por el que un crítico le calificó de "apuesto tipo Tarzán". Roach le dio entonces su primer papel protagonista, como un cavernícola vestido con pieles en Un millón a. C. (1940). Hedda Hopper lo definió como "una especie de Johnny Weissmuller en miniatura". A continuación, Roach le dio un papel en una película de espadachines ambientada en la Guerra de 1812, Captain Caution (1940).
Como Hal Roach sólo hacía un puñado de películas al año, prestó los servicios de Mature a RKO, que lo utilizó como protagonista en el musical de Anna Neagle y Herbert Wilcox, No, no, Nanette. Los responsables del estudio quedaron tan satisfechos con su actuación que compraron una opción para hacerse con la mitad del contrato de Mature con Hal Roach, lo que les permitió contar con sus servicios para dos películas al año durante tres años. Wilcox quería reunir a Mature con Neagle en Sunny. Roach anunció que Mature secundaría a Victor McLaglen en Broadway Limited, pero Mature no formó parte del reparto de la película final.
Apodado por sus amigos The Hunk, comienza a prepararse como actor en la academia de Pasadena, California, y trata de conseguir un papel en Lo que el viento se llevó, pero le es arrebatado por uno de sus compañeros de la academia. 
Realiza su primera interpretación en 1939 en un papel secundario. Su primer protagonista es la primera versión de Hace un millón de años, una película sobre una prehistoria legendaria. Continúa trabajando en papeles menores hasta que tiene un papel destacado en El embrujo de Shanghai de Josef Von Sternberg. En sus películas de esta primera época no pasa de ser un discreto galán que acompaña a alguna estrella femenina del momento, como Rita Hayworth o Betty Grable, entre otras.

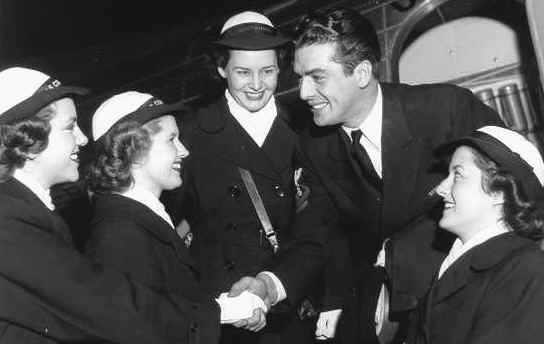
Victor Mature firma autógrafos

La Segunda Guerra Mundial interrumpe su naciente carrera y sirve en el servicio de guardacostas durante la contienda. Finalizada la guerra comienza su carrera al estrellato. En 1946, protagoniza la que para muchos es su mejor interpretación, en el western Pasión de los fuertes de John Ford, donde interpreta a Doc Holiday dando la réplica a Henry Fonda que interpreta a Wyatt Earp. En 1947 comienza sus incursiones en el cine negro con El beso de la muerte de Henry Hathaway: un nuevo éxito de su carrera donde comparte cartel con grandes intérpretes como Richard Widmark o Brian Donlevy. 

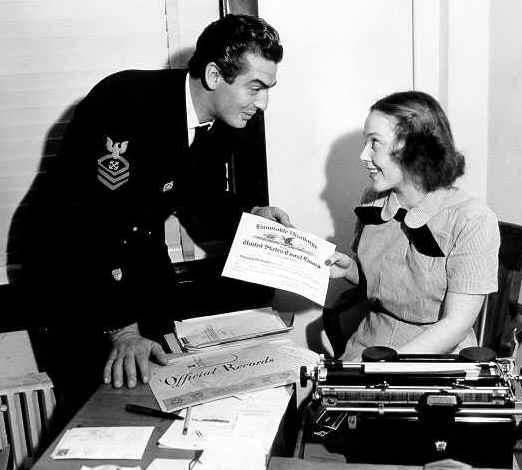
Victor Mature en el servicio de Guardacostas durante la Segunda Guerra Mundial.

En 1948 Una vida marcada, de Robert Siodmak, es una nueva incursión en el cine negro del que se va convirtiendo en asiduo. 
En 1949, la película que le convierte en todo un icono del cine, Sansón y Dalila, de Cecil B. DeMille, es su primera incursión en el cine de corte bíblico, del que llegaría a ser uno de sus actores más característicos. 
En 1952, rueda Something for the Birds de Robert Wise y La primera sirena de Mervyn LeRoy, una película a mayor gloria de la gran estrella y nadadora Esther Williams y que muestra una de sus mejores interpretaciones. 
Vuelve al cine del mundo antiguo con Androcles y el león de Chester Erskine donde comparte protagonismo con la bella Jean Simmons, el cómico Alan Young y el también forzudo Robert Newton. 
En Entre dos mujeres de Roy Rowland, vuelve a formar pareja con Jean Simmons, y al año siguiente ambos junto a Richard Burton trabajan en el clásico La túnica sagrada de Henry Koster, película basada en la novela homónima de Lloyd C.Douglas que pasa a la historia por estar considerada la primera película en Cinemascope y que pasaría a ser film icono recurrente de Semana Santa. Fue sin duda su mayor éxito cinematográfico. 
En 1954, realiza la continuación del film La túnica sagrada, en Demetrius y los gladiadores, dirigida en esta ocasión por Delmer Daves y donde se prosigue la historia de la túnica de Cristo, otro film icono del cristianismo. 
Al año siguiente deja el mundo de la antigua Roma para pasar al del antiguo Egipto y ser uno de los protagonistas de Sinuhé, el egipcio de Michael Curtiz, superproducción basada en la famosa novela de Mika Waltari, también convertido a posteriori en un clásico de Semana Santa. 
Los films clásicos: Sansón y Dalila, La túnica sagrada, Demetrio y los gladiadores y Sinuhé el egipcio, en que Mature tiene un buen desempeño actoral se convierten a posteriori, gracias a la anuencia de la Iglesia católica, en iconos de la Semana Santa cristiana y de este modo, el legado actoral de Mature se renueva año tras año.
Regresa al western y da vida al más grande de los caudillos amerindios, Caballo Loco en la película El gran jefe de George Sherman. Continúa en el género del oeste y rueda Desierto salvaje, dirigida por uno de los grandes directores del género, Anthony Mann. 
En 1956, pasa al exótico mundo de la selva africana que habían puesto de moda películas como Mogambo o Las minas del rey Salomón, y rueda Safari con el director Terence Young. En 1959 también se une al mundo del circo que ha puesto de moda El mayor espectáculo del mundo y es el protagonista que encabeza El gran circo de Joseph M. Newman, película repleta de estrellas. 
En 1959, acude a Europa para trabajar en una coproducción titulada Aníbal dirigida por Carlo Ludovico Bragaglia y Edgar G. Ulmer, en la que Mature interpreta al famoso general cartaginés Aníbal en el que será uno de sus últimos papeles relevantes porque su carrera ya ha iniciado el declive. En su última aparición importante, en la película de Vittorio de Sica, Tras la pista del Zorro comparte cartel con Peter Sellers. 
Desde aquel momento sólo tres películas vuelven a contar con su presencia.
Paradójicamente, Mature, un actor inmortalizado en clásicos de Semana Santa, fue considerado uno de los peores actores del mundo hollywoodiense. En cierta ocasión no se le permitió ingresar en un restaurante que discriminaba a los actores y él adujo el siguiente comentario en tono humorístico:

No soy actor, tengo sesenta y cuatro películas y cientos de artículos de crítica de cine que así lo avalan.

Falleció de leucemia el 4 de agosto de 1999 a los 86 años de edad, en California.

## Filmografía
- The Housekeeper's Daughter (Locos sueltos), de Hal Roach, 1939.
- No, No, Nanette, de Herbert Wilcox, 1940.
- Captain Caution (El capitán Cautela), de Richard Wallace, 1940.
- One Million B.C. (Hace un millón de años), de Hal Roach y Hal Roach Jr., 1940.
- The Shanghai Gesture (El embrujo de Shanghai), de Josef von Sternberg, 1941.
- I Wake Up Screaming (¿Quién mató a Vicky?), 1941.
- Seven Days' Leav (Siete noches en Nueva York), de Tim Whelan, 1942.
- Footlight Serenade, de Gregory Ratoff, 1942.
- My Gal Sal (Mi chica favorita), de Irving Cummings, 1942.
- Song of the Islands, de Walter Lang, 1942.
- Pasión de los fuertes, 1946.
- El beso de la muerte, 1947.
- Moss Rose (Rosa silvestre), de Gregory Ratoff, 1947.
- Cry of the City (Una vida marcada), de Robert Siodmak, 1948.
- Fury at Furnace Creek (Matanza infernal), 1948.
- Sansón y Dalila, 1949.
- Easy Living (Vida fácil), de Jacques Tourneur, 1949.
- Red, Hot and Blue, de John Farrow, 1949.
- Stella (El cuerpo del delito), 1950.
- Wabash Avenue, de Henry Koster, 1950.
- Gambling House (La casa de juego), de Ted Tetzlaff, 1951.
- Androcles y el león, 1952.
- La primera sirena, 1952.
- Something for the Birds, de Robert Wise, 1952.
- The Las Vegas Story (Las Vegas), de Robert Stevenson, 1952.
- The Veils of Bagdad, de George Sherman, 1953.
- La túnica sagrada (El Manto Sagrado MEX.), 1953.
- Affair with a Stranger (Entre dos mujeres), de Roy Rowland, 1953.
- The Glory Brigade, de Robert D. Webb, 1953.
- Betrayed (Brumas de traición), de Gottfried Reinhart, 1954.
- Sinuhé, el egipcio, 1954.
- Demetrius y los gladiadores (Demetrio el Gladiador, MEX) (Demetrius and the Gladiators), 1954.
- Dangerous Mission! (Nieves traidoras), de Louis King, 1954.
- The Last Frontier (Desierto salvaje), de Anthony Mann, 1955.
- Sábado trágico, de Richard Fleischer, 1955.
- El gran jefe, de George Sherman, 1955.
- Zarak, de Terence Young, 1956.
- Costa de tiburones, de Jerry Hopper, 1956.
- Safari, de Terence Young, 1956.
- El precio de un hombre, de Ken Hughes, 1957.
- Policía internacional, de John Gilling, 1957.
- Timbuktu, de Jacques Tourneur, 1958.
- Caravana al Oeste, de Francis D. Lyon, 1958.
- China Doll, de Frank Borzage, 1958.
- Tank Force! (No hay tiempo para morir), de Terence Young, 1958.
- Aníbal, de Carlo Ludovico Bragaglia y Edgar G. Ulmer, 1959.
- El gran circo, 1959.
- El bandido de Zhobe, de John Gilling, 1959.
- Los tártaros, de Richard Thorpe y Ferdinando Baldi (no acreditado), 1961.
- Tras la pista del Zorro, de Vittorio de Sica, 1966.
- Head, de Bob Rafelson, 1968.
- La última escapada, 1970.
- Every Little Crook and Nanny, 1972.
- Won Ton Ton, el perro que salvó Hollywood, de Michael Winner, 1976.
- Firepower, de Michael Winner, 1979.